# Tiptonville
Tiptonville is een plaats (town) in de Amerikaanse staat Tennessee, en valt bestuurlijk gezien onder Lake County.

## Demografie
Bij de volkstelling in 2000 werd het aantal inwoners vastgesteld op 2439.
In 2006 is het aantal inwoners door het United States Census Bureau geschat op 4033, een stijging van 1594 (65,4%).

## Geografie
Volgens het United States Census Bureau beslaat de plaats een oppervlakte van
3,7 km², geheel bestaande uit land. Tiptonville ligt op ongeveer 88 m boven zeeniveau.

## Plaatsen in de nabije omgeving
De onderstaande figuur toont nabijgelegen plaatsen in een straal van 20 km rond Tiptonville.